# Lévna
Lévna (1898-ig Livina, szlovákul Livina) község Szlovákiában, a Trencséni kerületben, a Simonyi járásban.

## Fekvése
Simonytól 12 km-re északnyugatra fekszik.

## Története
A település a 12. században keletkezett, 1113-ban "Levna" néven említik először. Régi temploma is a 12. században épült. 1340-ben szintén "Levna" alakban említi oklevél. Története során különböző nemesi családok birtokolták. A 16. században a Damián, később a Batthyány, Hodossy és Vietoris családok a birtokosai. 1553-ban 2 lakott és 2 lakatlan portája volt. 1715-ben 6 háztartás után adózott. 1778-ban kastélya, malma, 7 nemesi, 11 jobbány és 3 zsellér háztartás található a településen. 1828-ban 36 házában 251 lakos élt. Lakói mezőgazdasággal, gyümölcstermesztéssel foglalkoztak.
Vályi András szerint "LIVINA. Loszin. Tót falu Nyitra Várm. földes Urai Vályi, és több Urak, lakosai katolikusok, fekszik Nadlánhoz nem meszsze, és annak filiája, réttyei jók, legelője elég, malma helyben, fája nints, földgye közép termékenységű."
Fényes Elek szerint "Livina, tót falu, Nyitra vmegyében, Trencsén vmegye szélén: 221 kath., 3 evang., 16 zsidó lak. Jó erdő és rét. F. u. többen. Ut. posta Nagy-Tapolcsány 1 óra."
A trianoni békeszerződésig Nyitra vármegye Nyitrazsámbokréti járásához tartozott. 1960-ban Nádlánnyal egyesítették, de később visszanyerte önállóságát.

## Népessége
| Év:            | 1994. | 2004.    | 2014.   | 2024.   |
| -------------- | ----- | -------- | ------- | ------- |
| Emberek száma: | 97    | 119      | 114     | 119     |
| Eltérés:       |       | +22,68 % | -4,20 % | +4,38 % |

| Év:            | 2023. | 2024.   |
| -------------- | ----- | ------- |
| Emberek száma: | 120   | 119     |
| Eltérés:       |       | -0,83 % |

1910-ben 239, túlnyomórészt szlovák lakosa volt.
2001-ben 103 szlovák lakosa volt.
2011-ben 111 lakosából 107 szlovák.

## Nevezetességei
- Római katolikus temploma 1924-ben épült neoromán stílusban a korábbi, 12. századból származó templom helyén.

## Híres emberek

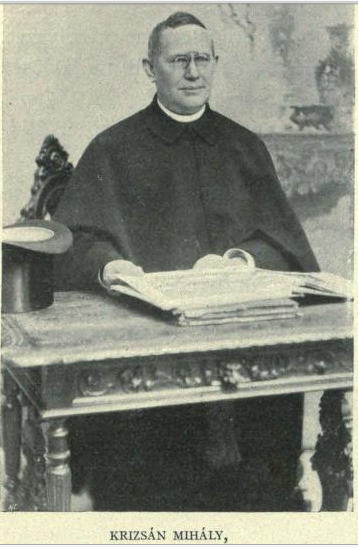
Krizsán Mihály

- Itt született 1843-ban Krizsán Mihály lelkész, teológiai író.

## Külső hivatkozások
- Községinfó
- Lévna Szlovákia térképén
- E-obce.sk Archiválva 2007. június 2-i dátummal a Wayback Machine-ben